# فردیناند کتینی
فردیناند کتینی (انگلیسی: Ferdinand Cattini; ۲۷ سپتامبر ۱۹۱۶ – ۱۷ اوت ۱۹۶۹) بازیکن هاکی روی یخ اهل سوئیس بود.